# Suck It and See
Suck It and See es el cuarto álbum de estudio de la banda inglesa Arctic Monkeys. Fue lanzado oficialmente el 6 de junio de 2011 aunque para el 17 de mayo de 2011 el disco se había filtrado y ya se podía descargar de varios lugares.

## Recepción
Suck It and See ha recibido críticas positivas de los críticos, con una calificación promedio de 74% en Metacritic, y ha cumplido con un éxito notable en público, el álbum fue directo al número 1 en su primera semana en el Reino Unido, además de ser generalmente alabado como un "retorno a la forma", después del «más difícil» tercer álbum de la banda, Humbug. NME ha argumentado sobre el arte de tapa del álbum, dándole el nombre de uno de los peores 50 en la historia. Además la portada del álbum fue censurada, poniendo de fondo solo las palabras «Suck It and See». En julio, el álbum ganó el premio Mojo para el Mejor Álbum de 2011. También recibió una crítica muy positiva por parte de coda musical. 
El álbum vendió más de 82 000 unidades en su primera semana en el Reino Unido y fue directo al número uno. En su segunda semana, vendió más 34 910 unidades en el Reino Unido. En general, el álbum vendió 154 000 unidades en su primera semana en todo el mundo.

## Lista de canciones
Toda la música compuesta por Arctic Monkeys. Las letras fueron compuestas por Alex Turner, salvo donde se especifique. 
| N.º | Título                                        | Duración |  |
| 1.  | «She's Thunderstorms»                         | 3:55     |  |
| 2.  | «Black Treacle»                               | 3:35     |  |
| 3.  | «Brick by Brick» (Alex Turner, Matt Helders)  | 2:59     |  |
| 4.  | «The Hellcat Spangled Shalalala»              | 3:00     |  |
| 5.  | «Don't Sit Down 'Cause I've Moved Your Chair» | 3:04     |  |
| 6.  | «Library Pictures»                            | 2:22     |  |
| 7.  | «All My Own Stunts»                           | 3:52     |  |
| 8.  | «Reckless Serenade»                           | 2:43     |  |
| 9.  | «Piledriver Waltz»                            | 3:25     |  |
| 10. | «Love Is a Laserquest»                        | 3:12     |  |
| 11. | «Suck It and See»                             | 3:46     |  |
| 12. | «That's Where You're Wrong»                   | 4:17     |  |

## Personal
Arctic Monkeys:
- Alex Turner – vocalista, guitarra, compositor
- Jamie Cook – guitarra
- Nick O'Malley – bajo, coros
- Matt Helders – batería, coros

Adicional:
- Josh Homme – coros en «All My Own Stunts»

### Posicionamiento
| Listas (2011)                                    | Posición tope |
| ------------------------------------------------ | ------------- |
| Australia (ARIA)                                 | 4             |
| Austria (Ö3 Austria Top 40)                      | 12            |
| Bélgica (Ultratop)                               | 1             |
| Canadá (Canadian Albums Chart)                   | 3             |
| Dinamarca (Hitlisten)                            | 2             |
| Finlandia (Lista oficial finesa)                 | 34            |
| Francia (Lista francesa de álbumes)              | 7             |
| Grecia (Lista griega de álbumes)                 | 38            |
| Alemania (Media Control Charts)                  | 4             |
| Irlanda (IRMA)                                   | 3             |
| Italia (FIMI)                                    | 7             |
| Japón (Oricon)                                   | 12            |
| México (Lista mexicana de álbumes)               | 27            |
| Holanda (MegaCharts)                             | 2             |
| Nueva Zelanda (RIANZ)                            | 1             |
| Noruega (Lista noruega de álbumes)               | 4             |
| Portugal (Associação Fonográfica Portuguesa AFP) | 7             |
| España (PROMUSICAE)                              | 3             |
| Suiza (Lista suiza de álbumes)                   | 8             |
| UK (The Official Charts Company)                 | 1             |
| US Top Independent Albums                        | 4             |
| US Top Alternative Albums                        | 5             |
| US Top Rock Albums                               | 6             |
| US Billboard 200                                 | 14            |

### Lista anuales
| Listas (2011)                   | Posición |
| ------------------------------- | -------- |
| Bélgica (Ultratop)              | 46       |
| Danish Albums Chart (Hitlisten) | 91       |